# Simon Dilger
Simon Dilger (* 1671 wahrscheinlich in Schollach; † 4. Juni 1750 in Urach bei Donaueschingen im Schwarzwald) war wesentlich beteiligt an der Wiederbelebung der Uhrmacherei nach dem Dreißigjährigen Krieg.

## Leben
Simon Dilger wurde im Jahre 1671 in Schollach, einer dünn besiedelten Hochtalgemeinde im Bezirk Neustadt geboren. Er erlernte das Drechslerhandwerk und wurde Häusler, d. h., er bewohnte ein zu einem Bauernhof im Zinken Engenbach gehöriges Häuschen, das man das "Steigdeibissenhisle" nannte. Im Jahre 1720 zog er nach der benachbarten Gemeinde Urach, wo er in einem zum untern Roturacher Hof gehörigen Häuschen Wohnung nahm. Dort begann er mit der Herstellung von hölzernen Waaguhren und entwickelte sich zum Lehrmeister der Uhrmacherei in jener Gegend.
Dilger starb 1750 im Alter von 79 Jahren. Seine Lebensgefährtin hieß Anna Rißle.

## Werke
Die Wiedererweckung der Uhrmacherei nach den Wirren des Dreißigjährigen Krieges und ihre Ausbreitung zur Heimindustrie im Schwarzwald ist neben Franz Ketterer im nahen Schönwald eng verbunden mit dem Namen Simon Dilger. Durch seine handwerklich-technischen und kaufmännischen Fähigkeiten gingen von seiner Werkstatt entscheidende Impulse für den Aufstieg und die Verbreitung der Schwarzwälder Uhrmacherkunst aus.
Zu seinen Schülern gehörten u. a. auch Anton Ketterer, der in Schönwald die ersten Kuckucksuhren herstellte. Ferner vermutlich auch Matthäus Hummel, der Jägersteiger. Vor allem aber auch sein Sohn Friedrich Dilger, der das Uhrmacherhandwerk im Schwarzwald u. a. durch die Erfindung der Teilscheibe, einem Werkzeug, das zur Präzisierung der Herstellung von Zahnscheiben beitrug, entscheidend voranbrachte.